# Gaussia
För kräftdjurssläktet med samma namn, se enda arten Gaussia princeps
Gaussia är ett enhjärtbladigt släkte i familjen Arecaceae. Släktet har enligt Catalogue of Life 5 arter.

## Arter
De i Catalogue of Life listade arterna i alfabetisk ordning:
- Gaussia attenuata
- Gaussia gomez-pompae
- Gaussia maya
- Gaussia princeps
- Gaussia spirituana